# Piłka (powiat międzychodzki)
Piłka (pol. hist. Holendry Pilskie , niem. Schneidemühlchen) – nieduża wieś sołecka w zachodniej Polsce położona w województwie wielkopolskim, w powiecie międzychodzkim, w północno-zachodniej części gminy Międzychód. Siedziba sołectwa Piłka-Zamyślin.

## Historia
Miejscowość pierwotnie związana była z Wielkopolską. Ma metrykę średniowieczną. W 1592 jako "Pieła" odnotowany został młyn na rzece Piła w okolicy wsi Piłka zwanej wówczas Holendrami Pilskimi. W 1592 Jan Ostroróg podczaszy koronny sprzedał za 8000 złotych polskich dobra Międzychód, w tym dwa młyny Dzierzązna oraz Piła, Janowi Opalińskiemu. W 1944 młyn wymieniono jako "Schneidemühl Hauland" .
W okresie międzywojennym w miejscowości stacjonował komisariat Straży Granicznej i placówka I linii SG „Piłka”.
W latach 1975–1998 miejscowość należała administracyjnie do województwa gorzowskiego.